# Sterling Price

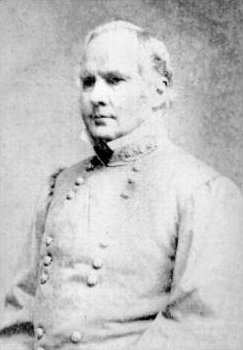
Sterling Price

Sterling Price (* 20. September 1809 bei Farmville, Virginia; † 29. September 1867 in St. Louis, Missouri), auch Old Pap genannt, war ein US-amerikanischer Politiker, Brigadegeneral des US-Heeres und Generalmajor des konföderierten Heeres während des Amerikanischen Bürgerkrieges.
Price ist vor allem durch seine bemerkenswerten militärischen Unternehmungen mit dem Ziel, Missouri für die Konföderation zu gewinnen, in Erinnerung geblieben. Bei Kriegsende wich er einer Kapitulation vor dem Unionsheer aus und trat mit dem Rest seiner Einheiten auf mexikanisches Territorium über.

## Frühe Biografie
Am renommierten Hampden-Sidney College in Virginia studierte Price die Rechte. Bis er seine juristische Zulassung erhielt, arbeitete er als Gerichtsdiener und Gehilfe am Gericht seines Heimatortes im Prince Edward County.
1831 siedelte er mit seiner Familie nach Missouri über, wo er nach mehreren Ortswechseln ein Hotel und eine Warenhandlung betrieb. 1833 ehelichte er die ebenfalls in Missouri ansässige Martha Head. Aus der Ehe gingen sieben Kinder hervor, von denen aber nur fünf bis zum Erwachsenenalter überlebten.
Price wurde 1840 für vier Jahre in das Repräsentantenhaus von Missouri gewählt, zu dessen Speaker er aufstieg. Schließlich zog er im März 1845 für die Demokratische Partei in den 29. Kongress der Vereinigten Staaten in Washington, D.C. ein. Im August 1846 gab er sein Mandat jedoch wieder auf, um am Mexikanisch-Amerikanischen Krieg teilzunehmen.

## Mexikanisch-Amerikanischer Krieg
Zurück in Missouri war Price an der Aufstellung des zweiten berittenen Missouri-Freiwilligen-Regiments beteiligt – die Bezeichnung Kavallerie war in den USA noch nicht gebräuchlich. Am 12. August 1846 wurde er zu dessen Kommandeur im Rang eines Colonels (Oberst) ernannt, obgleich er nie eine militärische Ausbildung durchlaufen hatte. Zunächst führte er sein Regiment nach Santa Fe. Dort übernahm er als Nachfolger des nach Kalifornien abkommandierten Generals Stephen W. Kearny das Kommando des Militärbefehlshabers des New-Mexico-Territoriums, das ungefähr schon die Ausdehnung des späteren Bundesstaates New Mexico hatte.
Seinen ersten größeren militärischen Erfolg konnte Price mit der Niederschlagung der sogenannten Taos-Revolte am Oberlauf des Rio Grande erzielen, bei der Angehörige lokaler Indianerstämme und eingesessene mexikanische Siedler gemeinsam gegen die neue Oberhoheit der Vereinigten Staaten aufbegehrt hatten. Bald darauf wurde Price vom US-Präsidenten James K. Polk am 20. Juli 1847 zum Brigadegeneral der Freiwilligen befördert.
In der Schlacht von Santa Cruz de Rosales, Chihuahua am 16. März 1848 befehligte Price dann erstmals eine sogenannte Armee des Westens. Diese Schlacht war die letzte des mexikanisch-amerikanischen Krieges und fand statt, nachdem der US-Kongress am 10. März den Vertrag von Guadalupe Hidalgo, der den Krieg beenden sollte, bereits ratifiziert hatte. Es wird gemeinhin davon ausgegangen, dass Price auf unzutreffende Berichte hin, nach denen mexikanische Kräfte die Demarkationslinie erneut überschritten hätten, seine Truppen angreifen ließ.

## Zwischen den Kriegen
Im November 1848 wurde Price ehrenvoll in das Zivilleben entlassen. Er kehrte sogleich nach Missouri zurück, wo er eine Farm erwarb und sich für die landwirtschaftliche Urbarmachung der Prärie einsetzte. Er unterhielt unter anderem eine Tabakplantage und war, wie viele Plantagenbesitzer der Zeit, Sklavenbesitzer. Seine ungebrochene Popularität brachte ihm das Amt des Gouverneurs von Missouri ein, das er von 1853 bis 1857 bekleidete. In dieser Funktion trieb er besonders den Ausbau des Eisenbahnnetzes in Missouri voran. Nach dem Ablauf seiner Amtszeit führte er von 1857 bis 1861 die Geschäfte der Staatsbank von Missouri. Schließlich wurde Price zum vorsitzenden Delegierten der Versammlung des Bundesstaates Missouri (Missouri State Convention) gewählt, die am 28. Februar 1861 gegen die Sezession stimmte.

## Amerikanischer Bürgerkrieg
Als sich in Missouri trotz des gegen die Sezession ausgefallenen Votums einige Tendenzen zur Seite der konföderierten Staaten abzeichneten, fühlte sich Price zunächst weiter dem gültigen Abstimmungsergebnis verpflichtet. Wie viele Bürger Missouris hoffte wohl auch er darauf, den Staat aus kriegerischen Auseinandersetzungen heraushalten zu können und eine Art von Neutralität zu erreichen.
Die Lage änderte sich aber als Kommandoeinheiten unter dem Befehl der späteren Brigadegeneräle Francis Preston Blair und Nathaniel Lyon mit der heimlichen Vereinnahmung des strategisch wichtigen St. Louis für die Union begannen. Schließlich wurde auch der Stützpunkt der Missouri-Miliz von Camp Jackson bei St. Louis von regulären Unionstruppen besetzt. Price reagierte empört und sah die Souveränität Missouris missachtet; er beschloss, sich nun doch gegen die Union zu stellen. Im Mai 1861 wurde er von Gouverneur Claiborne Fox Jackson mit dem Kommando über die neu aufgestellte Missouri State Guard betraut. Seine meist recht jungen Rekruten, die ihm den liebevoll gemeinten Beinamen Old Pap gaben, führte er nun in einen langen Kampf, mit dem vorrangigen Ziel, Missouri für die Konföderation zu sichern.
Bald darauf wurde Price im Heer der Konföderierten Staaten mit dem Rang eines Generalmajors geführt und den von ihm befehligten Kräften der Missouri State Guard wurde die aus dem mexikanisch-amerikanischen Krieg übernommene Bezeichnung Armee des Westens (Army of the West) gegeben. Unter den Schlachten und Gefechten, an denen er in führender operativer Position beteiligt war, sind folgende: Schlacht am Wilson’s Creek, Erste Schlacht von Lexington, Schlacht von Pea Ridge, Zweite Schlacht um Corinth, Schlacht von Helena, Zweite Schlacht von Lexington, Schlacht von Carthage, Schlacht von Prairie D'Ane, Schlacht von Pilot Knob, Schlacht von Westport, und die Schlacht am Mine Creek.
Price war der Führung und der Sache des Südens gegenüber stets loyal. Das vorrangige Ziel seiner Operationen war allerdings wohl immer nur das Herausdrängen der Unionstruppen aus Missouri und die Kontrolle des Mississippi/Missouris. Eine Entlastung der konföderierten Armee im Osten oder gar ein weiter Vorstoß im Rücken der Union, wie es im Süden bisweilen erhofft wurde und nach wie vor manchmal angenommen wird, hätte Price mit seinen relativ kleinen und sukzessive schwächer werdenden Einheiten kaum leisten können. Die meisten seiner späteren Schlachten mussten unter den bekannten, für das gesamte konföderierte Heer charakteristischen ungünstigen Bedingungen, wie dem permanenten Mangel an Nachschub, Bewaffnung, Ausrüstung und Personal, ausgefochten werden und endeten in teils verheerenden Niederlagen.

### DerMissouri Raidvon 1864
Eine der bekanntesten und taktisch bemerkenswertesten Operationen von Price war der sogenannte Missouri Raid (auch Price’s Raid) im Herbst 1864. Damit wurde noch einmal der Versuch unternommen, eine Entscheidung zugunsten der Konföderation im Kampfgebiet westlich des Mississippi zu erreichen. Price führte dabei seine immer noch größtenteils aus Angehörigen der früheren Missouri States Guard bestehende Missouri-Armee, die etwa 12000 Berittene umfasste, von Arkansas aus in kurzer Zeit über fast 1.500 Meilen durch Missouri und Teile von Kansas hindurch. Die ersten großen Kampfhandlungen ereigneten sich erst bei Pilot Knob am Endpunkt der St. Louis & Iron Mountain Railroad am 27. September. Dort scheiterte unter erheblichen Verlusten der Versuch, das Fort Davidson einzunehmen. Price bewegte sich nun nach Nordwesten. Am stark gesicherten St. Louis, einem erklärten Ziel des Missouri Raids, musste Price südwestlich vorbei drehen. Auch die Einnahme von Jefferson City am Missouri gelang nicht.
Daraufhin rückte er entlang des Missouris nach Westen auf Kansas City, Missouri am Zusammenfluss von Missouri und Kansas zu. Südöstlich von Kansas City wurde Price’ Kolonne von zwei Kontingenten der Union gestellt. Die daraufhin folgende Schlacht von Westport (heute zu Kansas City) am 23. Oktober verlief ungünstig für Price und er musste in die Prärie von Kansas ausweichen. Doch die Unionstruppen setzten nach und stellten ihn am Mine Creek am 25. Oktober erneut zum Kampf. Price konnte seine Absicht, die Schlacht zur Deckung eines wohlgeordneten Rückzugs zu nutzen, nicht umsetzen. Sein wiederum geschlagener Verband musste eine hastige Flucht nach Süden antreten. Noch am selben Tag zerschlug sich mit dem Gefecht am Marmiton seine Hoffnung, sich in Fort Scott, Kansas neu versorgen und sammeln zu können.
Am 28. Oktober kam es nahe der Grenze zum Indianer-Territorium noch einmal zu einer größeren Auseinandersetzung mit Unionseinheiten in der zweiten Schlacht von Newtonia auf dem Gebiet des heutigen Newton County, wodurch Price endgültig aus Missouri heraus getrieben wurde. Von Kräften der Union weiterhin bedrängt, war er mit den Resten seiner Armee dann gezwungen, sich südwestlich bis nach Texas zurückzuziehen. Einige Wochen später gelang es Price immerhin, seine Männer wieder nach Arkansas zu führen. Schätzungen zufolge verlor er während des Missouri Raids mehr als die Hälfte seines Personals, also mehr als 6.000 Mann.

## Nach dem Krieg
Nach der Beendigung der Kampfhandlungen stellte sich Price mit den Resten seiner Armee, entgegen den Vereinbarungen von Appomattox, nicht den Unionstruppen. Mit den bei ihm verbliebenen Männern trat er unter Waffen auf mexikanisches Gebiet über. Dort bemühte er sich vergeblich darum, in den Sold von Kaiser Maximilian eintreten zu können. Das mag zum einen an dem nur noch geringen Kampfwert seiner ausgemergelten Truppe gelegen haben, andererseits begegnete man Price wegen seiner früheren Beteiligung am mexikanisch-amerikanischen Krieg noch mit Misstrauen.
Price war noch eine Zeit lang einer der Vorsitzenden der konföderierten Exilkolonie in Carlota, Veracruz. Als aber diese Kolonie recht bald wieder zerfiel, kehrte er schließlich nach Missouri zurück. Zwar musste Price dort keine Repressalien fürchten, aber er hatte praktisch sein gesamtes Vermögen durch die Kriegseinwirkungen verloren und seine Gesundheit verschlechterte sich zusehends. Wenige Tage nach seinem 58. Geburtstag starb Sterling Old Pap Price am 29. September 1867 in St. Louis. Seine letzte Ruhe fand er auf dem lokalen Bellefontaine-Friedhof.

## Erinnerung und Trivia
Bereits zu seinen Lebzeiten wurden Price verschiedene Ehrungen zuteil. Zum Beispiel wurde zu Beginn des Sezessionskrieges der Raddampfer Laurent Millaudon auf den Namen CSS General Sterling Price umgetauft. Das in der Schlacht von Memphis schwer beschädigte und gesunkene Schiff wurde von der Union gehoben und instand gesetzt. Fortan wurde es bemerkenswerterweise als USS General Price und nach Kriegsende dann als General Sterling Price weiter verwendet. In der kollektiven Erinnerung des Südens hat Old Pap Price als Lee des Westens einen festen Platz. Standbilder von Price befinden sich in Springfield und in Keytesville (Missouri), wo ebenfalls ein städtischer Park nach ihm benannt ist und sogar ein Sterling-Price-Museum existiert. Ein Stadtteil von Keytesville begeht jährlich die Sterling Price Days mit Paraden und Festivals. In St. Louis trägt ein Veteranen-Camp, das Nachfahren von konföderierten Bürgerkriegs-Veteranen betreiben, Price’ Namen. Amerikanische Komponisten ehrten Price mit Marschmusik. M.V. Washington komponierte General Sterling Price's grand march (1883), Felix Schram den Sterling Price grand march (1884). In den beiden Hollywoodstreifen Der Marshal und Mit Dynamit und frommen Sprüchen, in denen John Wayne die Rolle eines US Marshals spielt, heißt eine Katze General Sterling Price.